# Clube Atlético Ubirajá
O Clube Atlético Ubirajá, também conhecido como Bira, é um clube brasileiro de basquete, sediado na cidade de Lajeado, no estado do Rio Grande do Sul. Foi fundado em 25 de setembro de 1955.

## História
Em 1967, foi firmado o primeiro convênio com a Prefeitura Municipal de Lajeado, que possibilitou a implantação do projeto Basquete nos Bairros. Simultaneamente, o Ubirajá criou a primeira equipe para competir no Campeonato Estadual de Basquetebol.
Em 1995, patrocinado pela Companhia Minuano de Alimentos, o Ubirajá foi vice-campeão estadual de basquete masculino, perdendo o título para o Pitt/Corinthians de Santa Cruz do Sul, Campeão Brasileiro de Basquete em 1994.
Em 2003 e 2004, o Ubirajá foi vice-campeão estadual de basquete, perdendo ambos os títulos para a ULBRA/Torres de Torres. Porém, em 2006 o Clube Atlético Ubirajá, de forma inédita, foi campeão estadual, derrotando a equipe da ULBRA/Canoas de Canoas. Nos dois anos seguintes, 2007 e 2008 a vítima foi o Caxias do Sul/Festa da Uva de Caxias do Sul.
Em 2008 o Clube Atlético Ubirajá participou da NLB organizada pela CBB, conquistando a 9ª Posição, sendo eliminada do torneio nos dois últimos jogos em casa, perdendo a vaga nos Playoffs: Univates/Bira 73x78 CETAF/Garoto/UVV (disputa direta pela vaga) e posteriormente Univates/Bira 71x73 Ulbra/Rio Claro/ABCD Bandeirantes. No ano seguinte, com a reformulação da liga, semelhante aos moldes da NBA, o Univates/Bira acabou amargando a útlima colocação do NBB e acabou anunciando o encerramento da categoria Adulta, devido à falta de recursos financeiros.
Em 2011, o Clube Atlético Ubirajá anunciou o retorno ao Campeonato Gaúcho de Basquete. Com o retorno das atividades, foram anunciados os patrocinadores UNIVATES e Florestal Alimentos. A equipe classificadou-se para a final do Campeonato Gaúcho de Basquete. Venceu todas as partidas do play-off final e, no dia 14 de dezembro, sagrou-se campeão gaúcho invicto ao derrotar o Caxias do Sul por 72 x 57 no Complexo Esportivo da Univates.
Em 2012, o Clube Atlético Ubirajá voltou a participar da Copa Brasil Sul. Na fase de grupos, classificou-se para o quadrangular final em 2º lugar com 6 vitórias e 4 derrotas. O quadrangular final foi realizado na cidade de Campo Mourão, time de melhor campanha. O primeiro jogo foi realizado contra o arqui-rival Santa Cruz/Corinthians com vitória por 96x89. No segundo jogo, contra a equipe A.D. Brusque/FME/UNIFEBE, nova vitória por 70x50. Na grande final, após um bom começo na partida com vantagem de 15 pontos, houve uma queda de rendimento no 3º período e o jogo empatou, a equipe da casa empurrada pela torcida esboçou uma reação, mas no último período a equipe do Bira sagrou-se campeã inédita da Copa Brasil Sul de 2012, F. E. Campo Mourão 63x73 UNIVATES/Florestal Alimentos/Bira.
No segundo semestre, durante o Campeonato Gaúcho de Basquete, o Bira acabou vencendo todos os jogos da fase classificatória, exceto o jogo contra o Caxias do Sul/Festa da Uva na cidade de Lajeado. No confronto direto, o UNIVATES/Florestal Alimentos/Bira tinha a vantagem de fazer a final em casa e em 2 jogos se tornou Pentacampeão Gaúcho de Basquete: 1º Jogo 59x78 e 2º jogo 85x71.
Em 2013, o Clube Atlético Ubirajá se tornou novamente campeão estadual. Após sete vitórias e três derrotas na fase de classificação, a equipe se classificou em terceiro lugar. Nas semifinais venceu a equipe do Cosseno/Santa Cruz em dois jogos: 1º Jogo 88x79 e 2º Jogo: 80x70.
Na série final enfrentou o seu maior rival, Caxias do Sul, e venceu por 3x1. 1º Jogo: 64x65, 2º Jogo: 75x68, 3º Jogo: 83x78 e 4º Jogo: 73x51.
Além do time adulto, o Clube Atlético Ubirajá se destaca pelo sucesso das categorias de base, desempenhando um papel muito importante na comunidade gaúcha, formando grande atletas, mas acima de tudo, formando grandes cidadãos. Atua em 3 áreas da prática esportiva infanto juvenil: projeto social, escolinhas de iniciação e equipes de competição. Há 22 anos, conta com a parceria do Colégio Evangélico Alberto Torres.
Ao agregar a prática esportiva na vida dos jovens, o Bira proporciona um ambiente social muito saudável, agindo como um complemento aos preceitos educacionais lecionados em sala de aula. Desenvolve nas crianças e adolescentes participantes o espírito de conviver em grupo e buscar seus ideais e conquistas em equipe. Despertar a cooperação, autonomia e o respeito às diferenças.
Frutos desta parceria:
- 15 títulos estaduais nas categorias de base;
- 22 vice campeonatos estaduais nas categorias de base
- mais de 30 atletas convocados para seleções gaúchas;
- 10 atletas convocados para seleção brasileira de base

## Títulos

### Nacionais
- Copa Brasil Sul: 1 vez (2012)[1]

### Estaduais
- Campeonato Gaúcho de Basquete (Masculino): 6 vezes (2006, 2007, 2008, 2011, 2012 e 2013) *.[2]

### Outros Torneios
- Torneio Início: 2 vezes (2008,2013)

* Federação Gaúcha de Basketball - FGB.